# Langschwanz-Blumenfledermäuse
Die Langschwanz-Blumenfledermäuse (Choeroniscus) ist eine Gattung der Fledermäuse aus der Familie der Blattnasen (Phyllostomidae), deren Arten in Zentral- und Südamerika beheimatet sind.
Der Gattungsname wurde von Oldfield Thomas eingeführt um die Arten mit „normalem Kopf“ zusammenzufassen und sie von der Langnasenfledermaus (Choeronycteris mexicana) abzugrenzen, einer Art mit extrem verlängerter Schnauze.

## Beschreibung
Arten der Langschwanz-Blumenfledermäuse sind relativ klein, haben wie alle Blütenfledermäuse eine verlängerte Schnauze, ein dreieckiges Nasenblatt, kurze Ohren und einen kurzen Schwanz. Je nach Art erreichen die Tiere eine Kopf-Rumpf-Länge von 50 bis 55 mm. Der Schwanz ist etwa 12 mm lang und das Durchschnittsgewicht liegt bei 8 g. Die Fellfarbe ist meistens einheitlich braun, wobei der Bauch etwas heller ist als der Rücken.

## Lebensweise
Wie die meisten Fledermäuse sind auch Arten dieser Gattung nachtaktiv. Sie ernähren sich hauptsächlich von Pollen und Nektar, der im Schwebflug aus Blütenkelchen geleckt wird. Dabei übernehmen die Fledermäuse die wichtige Rolle des Bestäubers für nachtblühende Pflanzen wie zum Beispiel der Agave und vieler Kakteenarten. Zur Nahrungsergänzung werden auch Insekten und Früchte gefressen.

## Arten
- Godmans Langschwanz-Blumenfledermaus (Choeroniscus godmani): Mexiko bis Costa Rica sowie Kolumbien über Venezuela bis Französisch-Guayana. Eine relativ seltene Art, die jedoch ein weites Verbreitungsgebiet hat. Die IUCN schätzt ihren Bestand daher als ungefährdet ein[1].
- Kleine Langschwanz-Blumenfledermaus (Choeroniscus minor): Venezuela, Kolumbien, Ecuador, Peru, Amazonasbecken Brasiliens bis Französisch-Guayana. Wird von der IUCN dank der weiten Verbreitung als ungefährdet eingeschätzt[2].
- Große Langschwanz-Blumenfledermaus (Choeroniscus periosus) (auch C. ponsi): Südwesten Kolumbiens bis Nordwesten Ecuadors auf einer Höhe bis 500 m ü. M. Eine seltene Art, die nur in primärem tropischen Regenwald vorkommt. Die IUCN schätzt ihren Bestand als gefährdet ein, da ihr Lebensraum drastisch durch die Holzindustrie, Landwirtschaft und Straßenbau zerstört wird[3].

Bis 1998 wurde noch die Arten C. intermedius und C. inca geführt, jedoch werden diese heute zu C. minor gezählt.

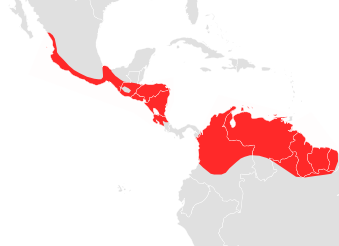
Verbreitungsgebiet von Choeroniscus godmani
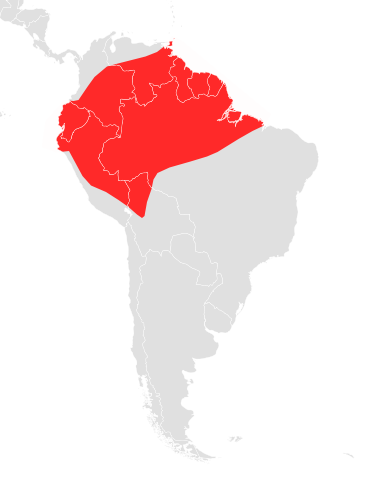
Verbreitungsgebiet von Choeroniscus minor
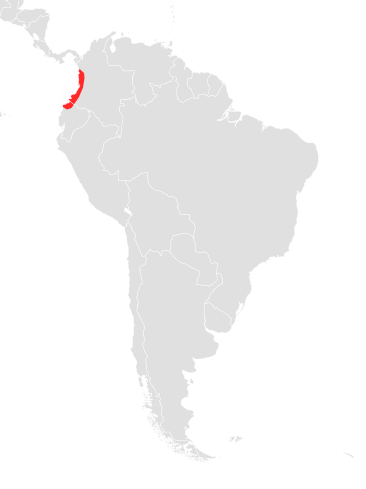
Verbreitungsgebiet von Choeroniscus periosus